# Montreuil-sous-Pérouse
Montreuil-sous-Pérouse (bret. Mousterel-ar-Veineg) – miejscowość i gmina we Francji, w regionie Bretania, w departamencie Ille-et-Vilaine.
Według danych na rok 1990 gminę zamieszkiwało 889 osób, a gęstość zaludnienia wynosiła 57 osób/km² (wśród 1269 gmin Bretanii Montreuil-sous-Pérouse plasuje się na 620. miejscu pod względem liczby ludności, natomiast pod względem powierzchni na miejscu 643.).